# Cuarteto Stradivarius
El Cuarteto Stradivarius es un cuarteto de cuerda radicado en Zúrich que debutó en el primer concierto de la temporada de la Tonhalle de Zúrich el 18 de septiembre de 2007. Hasta 2017, el cuarteto tocó cuatro instrumentos del lutier Antonio Stradivari de la colección de la Fundación Habisreutinger. Actualmente dos de los cuatro integrantes siguen tocando Stradivarius.

## Formación
El elenco ha estado formado por múltiples músicos galardonados que, además de en el cuarteto, tocan en orquestas de renombre como la Tonhalle Orchestra Zurich, la Ópera de Zúrich y el Ars Amata Zurich.
Formación fundacional:
- Bartek Nizioł (primer violín)
- Elisabeth Harringer (segundo violín)
- David Greenlees (viola)
- Maja Weber (violonchelo), fundadora

Formación actual:
- Wang Xiaoming (primer violín), miembro desde 2010
- Stefan Tarara (segundo violín), miembro desde 2022
- Lech Antonio Uszynski (viola), miembro desde 2010
- Maja Weber (violonchelo)

## Instrumentos
Inicialmente, el Cuarteto tocaba exclusivamente instrumentos Stradivarius. Los cuatro instrumentos pertenecían a la Fundación Suiza Stradivari Habisreutinger y fueron prestados al Cuarteto Stradivarius en septiembre de 2007. Anteriormente habían estado en manos del Amar Quartet, fundado por Maja Weber y Anna Brunner, en 1999.  En otoño de 2017, la Fundación Habisreutinger Stradivari regaló dos de los cuatro instrumentos a otras personas y en septiembre de 2019 les despojó de los otros dos.

### Violín “Aurea”
El instrumento fue fabricado por Stradivari en 1715. Su historia se remonta al siglo XIX. Desconocido hasta el siglo XIX, cuando pasó a manos del violinista Prof. Bartl, quien lo transformó para tocar a la derecha y lo tocó durante 40 años. En 1909 su nuevo propietario lo devolvió a su estado original y desde entonces se ha vuelto a tocar a la izquierda.
En el Cuarteto, Wang Xiaoming tocó el “Aurea” hasta agosto de 2019. 

### Violín “Rey Jorge”
El violín se fabricó en 1710 y recibió el nombre del rey británico Jorge I, propietario del mismo. El instrumento fue utilizado por su sucesor, el rey Jorge III hasta 1815, quien se lo regaló a un oficial escocés, que cayó el 18 de julio de 1815 en la batalla de Waterloo, y el violín intacto fue encontrado en la alforja de su caballo. 
En el Cuarteto Sebastian Bohren interpretó por última vez “King George”. Actualmente es interpretado por Yukiko Ishibashi del Trio Oreade. 

### Viola “Gibson”
Este instrumento de 1734 es probablemente la última viola fabricada por Stradivari, que en el momento de su construcción ya tenía 90 años. La viola, que es la única que tiene una base cortada a partir de la corteza, se considera uno de los ejemplos mejor conservados del arte de Stradivari  y es una de las nueve violas del maestro constructor que aún existen. Ahora lleva el nombre de su antiguo propietario, el violinista George Alfred Gibson (1849-1924).
En el Cuarteto Stradivarius, la “Gibson” fue interpretada por Lech Antonio Uszynski hasta 2017. Desde 2017 Uszynski toca una viola de Hendrick Willems de 1690. 

### Violonchelo “Bonamy Dobree-Suggia”
Este violonchelo, construido en 1717, lleva el nombre de dos de sus anteriores propietarios, el profesor Bonamy Dobree (1891-1974) y la violonchelista Guilhermina Suggia, discípula de Pau Casals. Hay un retrato de Sir August John en la Tate Gallery de Londres, que muestra a Suggia con su violonchelo.
En el Cuarteto, Maja Weber interpretó el “Bonamy Dobree-Suggia” hasta agosto de 2019. 

## Discografía
- 2007: Rosas navideñas
- 2015: Wolfgang Amadeus Mozart, Cuartetos prusianos
- 2018: Robert Schumann, Cuartetos de cuerda op.41
- 2018: Franz Schubert, Cuarteto de cuerda en sol mayor y movimientos de los cuartetos de cuerda D 103 y D 703